# 庫巴姬

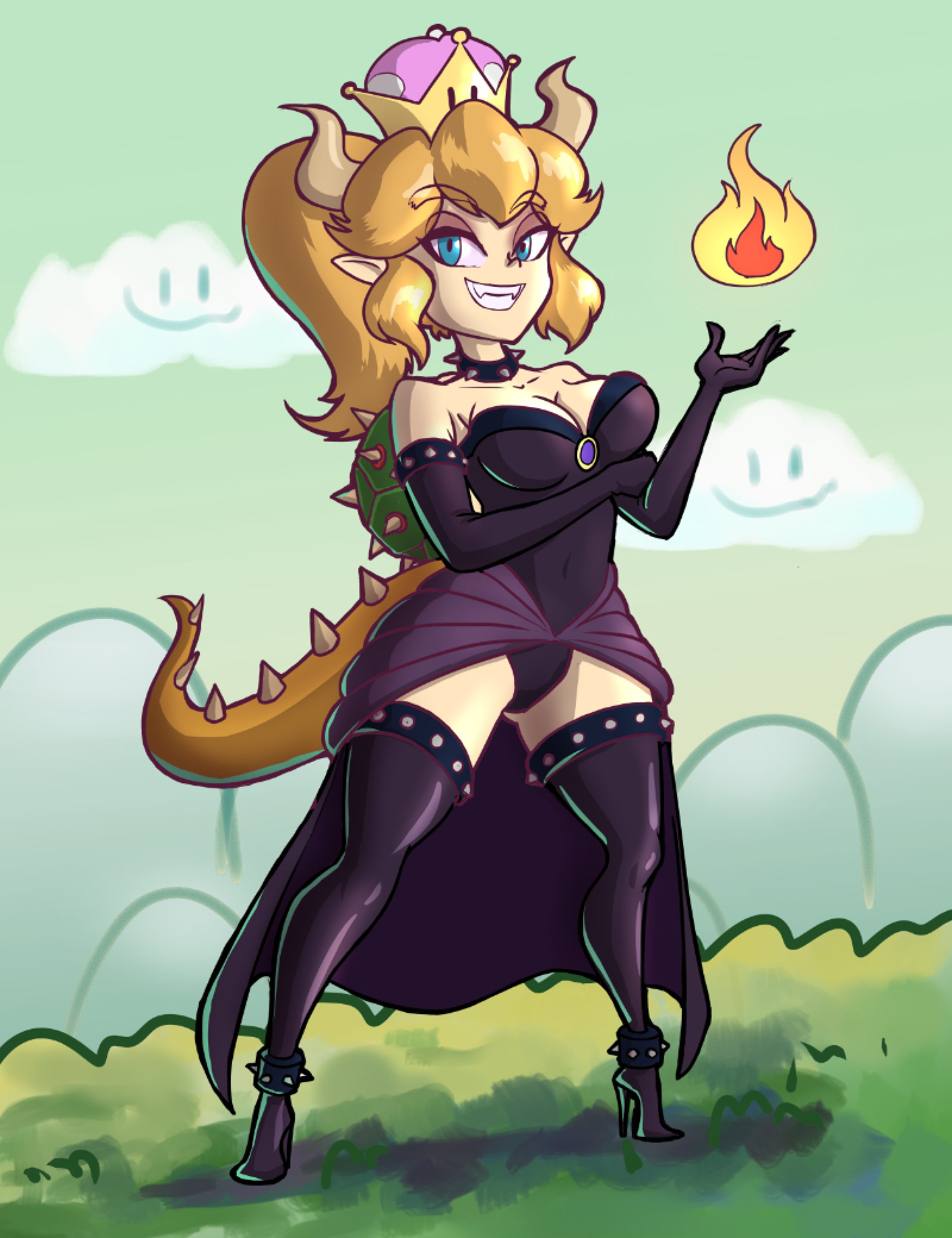
庫巴姬的形象

庫巴姬、庫巴公主或庫巴娘（日语：／ Kuppa Hime）是任天堂瑪利歐系列角色庫巴的女體化與萌擬人化同人創作角色。
庫巴姬來自馬來西亞繪師「haniwa」於Twitter所創作的同人四格漫畫，進而在歐美討論區引起話題，之後更傳到日本Twitter使用者間引起爆紅。庫巴姬的外型通常是金髮碧眼、巨乳、身著黑色緊身禮服露出乳溝、四肢與脖子上戴者鉚釘圈、頭上戴着「超級皇冠」、頭上有兩個角與帶刺的龜殼和尾巴，也有紅髮、褐色皮膚的創作。Twitter的主題標籤數超過百萬條。

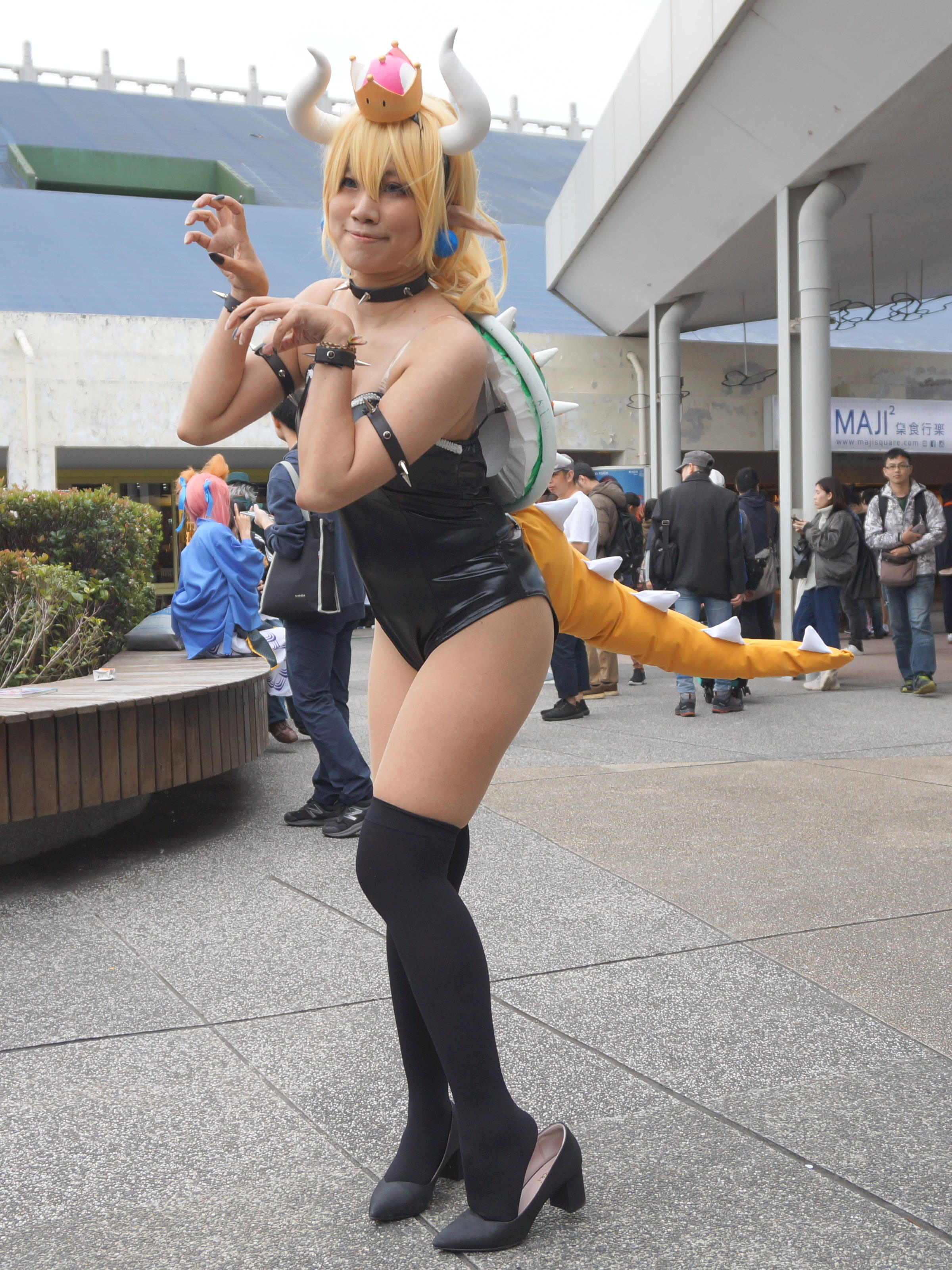
庫巴姬扮演者

## 背景
庫巴是瑪利歐系列登場的反派角色，外型為擬人的烏龜，特徵是有頭上兩側有尖銳的角，指甲、尾巴與龜殼都有尖刺，還有一頭紅髮。
在2018年9月13日任天堂發表的任天堂Switch《新超级马里奥兄弟U 豪華版》的宣傳影片中角色「奇諾比珂」在撿拾道具「超級皇冠」後變身成「奇諾比姬公主」（Peachette），奇諾比姬公主擁有更多的能力如二段跳等特殊能力，外型類似碧姬公主，但有奇諾比珂的髮型和其他不同的特徵。
在奇諾比珂公主引發了粉絲對道具「超級皇冠」在瑪利歐系列的世界觀運作的理論和猜測。不久之後，馬來西亞同人繪師「Ayyk92」（暱稱：haniwa）在Twitter和DeviantArt發表的四格漫畫中引用了《超级马里奥 奥德赛》的結局，瑪利歐和庫巴同時向碧姬公主求婚遭到拒絕後露出沮喪的表情，當瑪利歐安慰庫巴時，它手裡正拿著超級皇冠，在最後一格中畫出了兩人走進網球場時，露出驚訝表情的碧姬公主和路易吉，而庫巴被畫成類似碧姬公主的角色，不同的是身著黑色緊身禮服、頭上具有兩角、四肢與脖子上戴著庫巴的鉚釘圈和帶刺的龜殼。
庫巴姬具有性轉換、金髮、有角、犬齒、巨乳、兔女郎、鉚釘圈、緊身禮服與反差萌等萌屬性特徵而引發熱潮，也有繪師認為紅髮、褐色皮膚更符合原本庫巴的形象。

## 迴響
在原版漫畫中並沒有表示庫巴姬的名字，這個角色被粉絲稱作「Bowsette」。在大批創作者繪製庫巴姬後，「#」（庫巴姬）成了twitter熱門關鍵字，hashtag數超過百萬條。也因為hashtag相關推文過多，被twitter認定是「日常字彙」，在排行榜內已經看不見關鍵字提示。pixiv首周出現超過6000張庫巴姬的相關創作。
基於網路上的第34條法則，一些成人视频網站發表了相關的搜尋數據，YouPorn統計9月23日至25日「Bowsette」單字搜尋量達5849%，Pornhub統計9月24至26日間有323,179筆搜尋數。
庫巴姬在網路上引起熱潮後，有網友創作Amiibo，也有一些使用創作者使用庫巴姬作為玩家角色的遊戲模改創作如《超級瑪利歐64》和Flappy Bird，有些創作者也基於「超級皇冠能變身成公主」的概念創作了其他的瑪利歐角色的萌擬人/碧姬化角色，也有人cosplay成庫巴姬。在niconico上有用戶發表了庫巴姬的MMD，撥放次數超過2萬，在試作的排行榜中達第二名。一些知名繪師與漫畫家如比村奇石、水龍敬、酷教信徒、村田雄介、大川bkub、安田朗也有繪製庫巴姬的插圖。日本同人活動單位決定舉辦專屬的主題販售會——「王冠計畫」。
互聯網上有用戶在Change.org提出聯署希望任天堂承認庫巴姬這個角色，截至9月27日已經有12,000多人署名。但也有不少人提出反對連署，認為這會使任天堂擁有這個角色而限制二次創作的可能性。日本律師詢問網站辯護士.com中，律師齋藤理央表示，庫巴姬與庫巴和碧姬公主之間外型、表情與截然不同，不太可能構成侵權，但金髮藍眼與服飾配件則有可能侵權（改編權）。

## 評價
任天堂表示，不會對互聯網上的創作發表評論。
Nintendo Life的亞歷克斯·奧爾尼（Alex Olney）表示，任天堂不太可能將庫巴姬加入遊戲裡面，但他仍期望任天堂能用其他方式跟這個流行趨勢互動，「我認為這是一個好玩的事情，任天堂接下來會更有趣」。

## 外部連結
- haniwa最早發表的四格漫畫 （页面存档备份，存于）